# Санта Фе (окръг)
Вижте пояснителната страница за други значения на Санта Фе.
Окръг Санта Фе (на английски: Santa Fe County) е окръг в щата Ню Мексико, Съединени американски щати. Площта му е 4949 km², а населението – 148 750 души (2017). Административен център е град Санта Фе.